# Thurgau
Thurgau är en kanton i nordöstra Schweiz.

## Geografi
Thurgau gränsar i söder till Sankt Gallen, i väster till Zürich samt till Tyskland i norr och täcker en yta på 991,02 kvadratkilometer. Huvudstad är Frauenfeld och är sommartid mötesplats för delstatsparlamentet. Kantonen har fått sitt namn från floden Thur. Den näst största staden i kantonen är Kreuzlingen.

### Indelning
Thurgau är indelat i 5 distrikt och 80 kommuner.
- Bezirk Arbon (12 kommuner)
- Bezirk Frauenfeld (23 kommuner)
- Bezirk Kreuzlingen (14 kommuner)
- Bezirk Münchwilen (13 kommuner)
- Bezirk Weinfelden (18 kommuner)

Se även Lista över kommuner i kantonen Thurgau.

## Befolkning
Kantonen har i december 2015, 267 429 invånare.

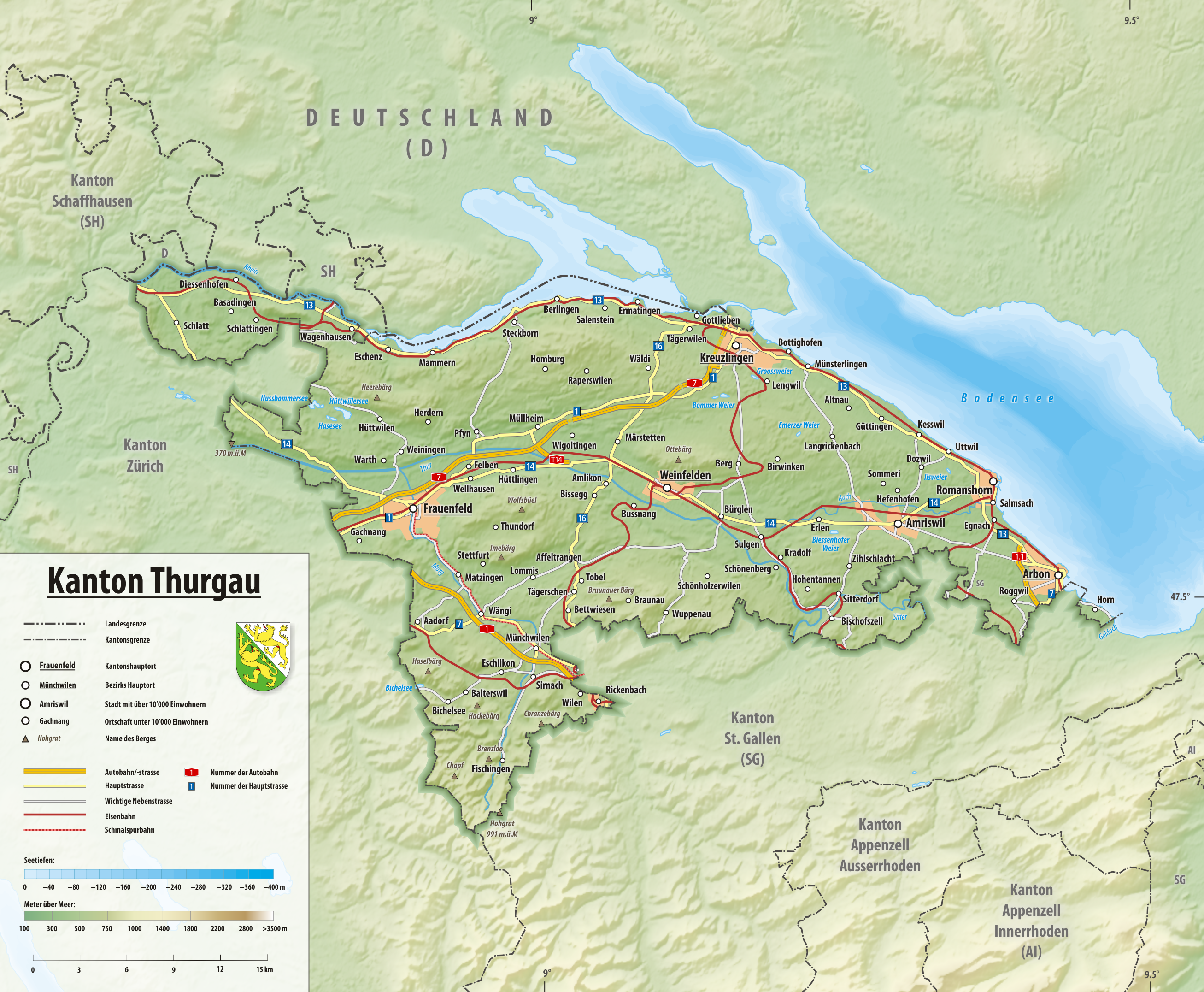
Topografisk karta över Thurgau